# Saint-Cirgues-la-Loutre
Saint-Cirgues-la-Loutre är en kommun i departementet Corrèze i regionen Nouvelle-Aquitaine i de centrala delarna av Frankrike. Kommunen ligger  i kantonen Saint-Privat som tillhör arrondissementet Tulle. År 2022 hade Saint-Cirgues-la-Loutre 179 invånare.

## Befolkningsutveckling
Antalet invånare i kommunen Saint-Cirgues-la-Loutre
Referens:INSEE